# Heinrich von Buchholtz
Heinrich Jacob Ludwig Buchholtz, ab 1784 von Buchholtz (* 7. Juni 1749 in Berlin; † 7. März 1811 in Dresden) war ein preußischer Beamter, Diplomat und Minister.

## Leben

### Herkunft und Familie
Heinrich stammte aus einer Beamtenfamilie. Seine Eltern waren der preußische Geheime Obertribunalsrat Johann George Buchholtz (1714–1771) und Sophie Rosina geb. Stahl. Heinrich war von 1793 bis 1800 mit Johanna Charlotte Hedwig von Unruh (1772–1855) verheiratet und hinterließ eine Tochter.

### Werdegang
Buchholtz erfuhr seine höhere Schulbildung seit Februar 1764 im Gymnasium zum Grauen Kloster in Berlin und schrieb sich im April 1768 an der Alma Mater Viadrina in Frankfurt/Oder zum Studium der Rechtswissenschaften ein.
Nach Abschluss seines Studiums war er zunächst Kabinettssekretär dann Kammerrat bei Prinz Heinrich. Er trat 1778 einer Loge bei. In den Jahren 1778 bis 1779 war er expedierender Sekretär mit dem Prädikat Kriegsrat unter Friedrich Wilhelm von der Schulenburg-Kehnert und von 1780 bis 1789 Legationsrat und Resident in Warschau. 1784 wurde Buchholtz vom König in den preußischen Adelsstand erhoben. 1789 wurde er aus Warschau zurückberufen und zum Finanzrat ernannt, wurde aber 1792 in alter Funktion erneut nach Warschau entsandt. 1794 erging die Verleihung des Schwarzen Adlerordens an ihn, und er wurde als Oberpräsident mit der Würde eines Ministers nach Südpreußen entsandt. 
Buchholtz, der über gute Kenntnis der polnischen Landesverfassung verfügte, schloss im Oktober 1795 für Preußen den Vertrag über die dritte Teilung Polens ab. Erkrankungsbedingt nahm er 1795 seinen Abschied, wurde aber erst 1798 bei Fortzahlung seines Gehaltes von seinen Aufgaben in Südpreußen entbunden. Im Jahr 1809 wurde er noch einmal als außerordentlicher Gesandter in Dresden aktiviert.